# Sam Rutigliano
Sam William Rutigliano (Brooklyn, 1º luglio 1933) è un analista e commentatore sportivo, ex giocatore ed ex allenatore di football americano statunitense.
Ha giocato ed allenato il football a livello di high school e college, ed ha allenato nella National Football League (NFL) e nella NFL Europe. Attualmente lavora come analista per la WEWS, una emittente di Cleveland affiliata alla ABC.

## Carriera

### Giocatore
Rutigliano, figlio di immigrati italiani, giocò football americano alla Erasmus Hall High School di Brooklyn, poi all'Università del Tennessee, dove aveva come compagno di stanza la futura star del wrestling Lou Albano, e all'Università di Tulsa.

### Allenatore
Allenò a livello di high school a New York, incluso un periodo alla Horace Greeley High School di Chappaqua nello Stato di New York dove lavorò come direttore atletico e tentò, senza successo, di cambiare il nickname della squadra da "Quakers" al più mascolino "Falcons". Quindi allenò gli Huskies dell'Università del Connecticut come allenatore dei difensori arretrati (i defensive back: cornerback e safety) dal 1964 al 1965, e i Terrapins dell'Università del Maryland come allenatore dei ricevitori (wide receiver) nel 1966, prima di accettare un contratto da assistente allenatore (assistant coach) nei professionisti, con i Denver Broncos della American Football League del 1967. Lavorerà come assistente anche nei New England Patriots, New York Jets, e New Orleans Saints per oltre 11 anni, prima di essere assunto come allenatore capo (head coach) dei Cleveland Browns nel 1978.
Nei sei anni successivi, Rutigliano è stato l'allenatore dei famosi Kardiac Kids (così detti, perché vincevano spesso nell'ultimo minuto di gioco). Nel 1980 ha guidato i Browns alla leadership nella AFC Central Division (oggi AFC North); l'ultima giocata nell'incontro dei play-off contro gli Oakland Raiders sarà il momento più memorabile nella sua carriera di coach: sotto 12–14 e quindi con la possibilità di vincere l'incontro con un field goal, Rutigliano decise di giocare l'azione anziché tentare il calcio da 3 punti, ma il gioco, denominato Red Right 88, si concluse con un intercetto che di fatto chiuse l'incontro a favore dei Raiders. Nonostante la precoce ed infelice uscita dai play-off, Rutigliano ricevette il premio di NFL Coach of the Year della stagione 1980.
Rutigliano fu licenziato nel 1984 dopo una partenza di campionato fortemente negativa, con 1 sola vittoria a fronte di 7 sconfitte (venne rimpiazzato da Marty Schottenheimer, già suo assistente per la difesa, che condusse la squadra ad un record di 4-4 nelle restanti partite della stagione regolare). Nelle sue sei stagioni e mezza come allenatore capo dei Browns, Rutigliano totalizzò complessivamente 47 vittorie e 50 sconfitte.
Nel 1988 ricevette l'incarico di allenatore capo della Liberty University, ruolo che ricoprì per 11 anni.
Successivamente, dal 2000 al 2006 fu assistente di Jack Bicknell nei Barcelona Dragons, negli Scottish Claymores e negli Hamburg Sea Devils, franchigie della NFL Europe, occupandosi della preparazione dei quarterback e dei ricevitori.

#### Coach Sam e l'Italia
All'inizio dell'estate del 1984, Sam Rutigliano fu in Italia per partecipare al camp tecnico di Caspoggio organizzato dai Rams Milano. Il 23 giugno assistette alla semifinale della Serie A AIFA disputatasi al campo sportivo della Lunetta Gamberini tra i Warriors Bologna e gli Angels Pesaro, ed apprezzò il livello tecnico raggiunto dalle squadre italiane. Successivamente, consigliò ai Guerrieri l'ingaggio del linebacker Vernon Hargreaves II che aveva scelto al draft l'anno precedente e il colored divenne un pilastro della difesa bolognese per cinque campionati (1985-89).
Rutigliano tornò a Bologna nel febbraio 1985, per tenere un mini-clinic gratuito per tutti i tecnici e i giocatori di football americano dell'Emilia-Romagna.

### Analista
Nella fase matura della sua carriera, Rutigliano ha alternato l'attività di allenatore a quella di analista-commentatore delle partite di football americano per network televisivi nazionali e locali.
Dopo avere lasciato la franchigia di Cleeveland, lavorò per tre anni come analista per i network NBC Sports ed ESPN.
All'inizio del 2005, Coach Sam (come viene chiamato a Cleveland) divenne analista delle partite dei Browns per il WKYC canale 3 di Cleveland (NBC), e per lo SportsTime Ohio quando iniziò le trasmissioni nel 2006; nel 2011, passò alla WEWS-TV 5 (ABC).

## Il programma per il recupero dei giocatori affetti da dipendenze

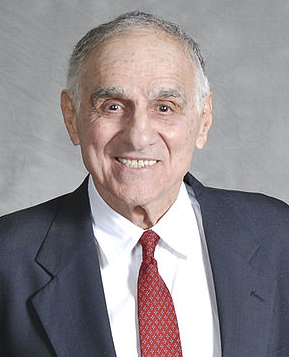
Sam Rutigliano nel 2012

Per tutti gli anni settanta l'abuso di sostanze, in particolare di cocaina, fu un problema crescente per i giocatori della NFL. Durante il periodo nei Cleveland Browns, la NFL regolò l'assunzione di un professionista psichiatrico specializzato in abuso di sostanze, e Rutigliano fu il primo allenatore a soddisfare la direttiva. Il dr. Gregory Collins della Cleveland Clinic venne assunto dai Browns come medico specializzato nel recupero delle tossicodipendenze. Volendo aiutare ulteriormente quei giocatori che non ce la facevano a risolvere i loro problemi di dipendenza, con il supporto del proprietario del team Art Modell, Rutigliano fondò un gruppo anonimo di supporto noto come "Inner Circle" (il circolo interno), che vide la partecipazione di circa una dozzina di giocatori della squadra. Il gruppo di sostegno venne assistito dagli sforzi di Calvin Hill e Paul Warfield. Solo il giocatore Charles White, che scelse di andare in un centro di riabilitazione a Los Angeles, perse il suo anonimato tra i membri del gruppo.
Rutigliano considerò l'Inner Circle come il più grande successo di coach nella NFL e il 14 novembre 2007, ricevette il National Council on Alcoholism and Drug Dependence's Bronze Key Award dal NCADD's Northeast Ohio affiliate, Recovery Resources. Nel suo discorso di presentazione del premio a Rutigliano, il Dr. Collins, ora caposezione del Cleveland Clinic Foundation's Drug and Alcohol Recovery Center e vincitore del Bronze Key Award nel 2006, fece pressioni per inserire Rutigliano nella Pro Football Hall of Fame per il lavoro eseguito con l'Inner Circle.

## Statistiche

### Capo allenatore nella NFL
| Squadra    | Anno       | Stagione regolare | Stagione regolare | Stagione regolare | Stagione regolare | Stagione regolare | Play-off | Play-off | Play-off | Play-off                                                  |
| Squadra    | Anno       | Vinte             | Perse             | Pari              | %                 | Posizione         | Vinte    | Perse    | %        | Risultato finale                                          |
| ---------- | ---------- | ----------------- | ----------------- | ----------------- | ----------------- | ----------------- | -------- | -------- | -------- | --------------------------------------------------------- |
| CLE        | 1978       | 8                 | 8                 | 0                 | .500              | 3º in AFC Central | -        | –        | –        | –                                                         |
| CLE        | 1979       | 9                 | 7                 | 0                 | .563              | 3º in AFC Central | –        | –        | –        | –                                                         |
| CLE        | 1980       | 11                | 5                 | 0                 | .688              | 1º in AFC Central | 0        | 1        | .000     | Sconfitti dagli Oakland Raiders nell'AFC Divisional Game. |
| CLE        | 1981       | 5                 | 11                | 0                 | .313              | 4º in AFC Central | –        | –        | –        | –                                                         |
| CLE        | 1982       | 4                 | 5                 | 0                 | .444              | 3º in AFC Central | 0        | 1        | .000     | Sconfitti dai L.A. Raiders nell'AFC Wild-Card Game.       |
| CLE        | 1983       | 9                 | 7                 | 0                 | .563              | 2º in AFC Central | –        | –        | –        | –                                                         |
| CLE        | 1984       | 1                 | 7                 | 0                 | .125              | 3º in AFC Central | –        | –        | –        | –                                                         |
| CLE Totale | CLE Totale | 47                | 50                | 0                 | .485              |                   | 0        | 2        | .000     |                                                           |
| Totale     | Totale     | 47                | 50                | 0                 | .485              |                   | 0        | 2        | .000     |                                                           |